# Art Spiegelman
Pour les articles homonymes, voir Spiegelman.
Art Spiegelman est un auteur de bande dessinée et illustrateur américain, né le 15 février 1948 à Stockholm, en Suède.
Figure phare de la bande dessinée underground américaine des années 1970-1980 et illustrateur renommé, il devient surtout connu à partir du milieu des années 1980 pour sa bande dessinée Maus, qui raconte, par le biais de la biographie de son père, l'histoire de la transmission de la mémoire de la Shoah, en particulier les persécutions et l'extermination des Juifs en Pologne par les nazis dans les années 1930 et 1940 ; cet ouvrage lui a valu un prix Pulitzer spécial en 1992. Il est sacré grand prix de la ville d'Angoulême en 2011.

## Biographie
Itzhak Avraham ben Zeev Spiegelman naît le 15 février 1948 à Stockholm en Suède. Son père, Vładek Spiegelman, né en 1906 en Pologne, et sa mère, Anja Zylberberg, née en 1912, des juifs polonais rescapés des camps de concentration, émigrent aux États-Unis alors qu'il est encore enfant. Il suit très tôt des cours de dessin et parvient à se faire publier alors qu'il n'a que seize ans. Ses premières contributions sont pour des fanzines comme Wild. Il suit des études d'art et de philosophie. En 1968, après avoir achevé ses études il commence à se faire publier dans la presse underground. Il crée aussi un fanzine nommé Blasé. En 1975, il publie avec Bill Griffith le comix Arcade qui accueille Robert Crumb, S. Clay Wilson et Justin Green.
Figure emblématique du courant underground de la bande dessinée des années 1960 et 1970, Art Spiegelman a contribué aux revues Real Pulp, Young Lust et Bizarre Sex. Il a aussi conçu de nombreux et divers autocollants et paquets de cartes à collectionner (les Garbage Pail Kids qui devinrent Les Crados en français). En 1980, il lance la publication d'une nouvelle anthologie, RAW avec sa femme, l'artiste et romancière française Françoise Mouly.
Il vit à New York avec sa femme. Il est le père de l'écrivaine Nadja Spiegelman (1987) et de Dashiell Spiegelman (1991).

### Mauset la reconnaissance internationale
En septembre 1986, il publie le premier volume de Maus, Un survivant raconte (Maus: A Survivor's Tale, aussi publié sous le titre Maus: My Father Bleeds History) édité en français sous le titre Mon père saigne l'histoire, qui retrace la vie de sa famille (racontée par son père) pendant l'holocauste. La suite et fin de cette histoire (Maus: from Mauschwitz to the Catskills, ou Maus: And here my troubles began, édité en français sous le titre Et c'est là que mes ennuis ont commencé) sort en 1991. C'est la première fois qu'une bande dessinée attire autant sur elle l'attention des critiques. Maus fait l'objet d'une exposition au musée d'art moderne de New York, et obtient en 1992 un prix Pulitzer spécial. Cette œuvre est publiée en trente langues.
Il devient l'un des plus grands défenseurs de la bande dessinée en tant que média. Il parcourt les États-Unis en donnant des conférences titrées Commix 101. Lui et Françoise Mouly sont aussi éditeurs d'une série d'anthologies pour enfants intitulée Little Lit (en).

### Spiegelman aprèsMaus
En 1993, Art Spiegelman entre au magazine The New Yorker, célèbre hebdomadaire artistique et littéraire américain. Il y réalise quelques bandes dessinées et de nombreuses illustrations, dont des couvertures qui marquent le génie de leur auteur, non par leur virulence, mais par leur acuité, leur composition, leur part d'hommage distancié à la tradition du magazine. Sa couverture pour le numéro du 24 septembre 2001 (le premier suivant le 11 septembre 2001) « restera comme l'un des cartoons politiques les plus forts du XXIe siècle »[réf. souhaitée]. Semblant au premier abord être complètement noire, elle révèle au spectateur plus attentif les silhouettes des tours du World Trade Center en ombres d'un noir plus profond.
Cependant, en 2002, il quitte le New Yorker dont sa femme est directrice artistique, à la suite de plusieurs refus de couvertures, et afin de dénoncer le conformisme éditorial qui s'empare alors des médias américains. Virulent critique de la politique de George W. Bush, Spiegelman décrit les médias comme étant « timides et conservateurs »[réf. souhaitée].
En 2002 et 2003, Art Spiegelman publie dans divers grands journaux et magazines européens (les principaux périodiques américains le lui ayant tous refusé) dix planches aussi innovantes techniquement que politiquement dérangeantes d’À l'ombre des tours mortes (In the Shadow of No Towers), dans lesquelles il raconte son expérience des attentats du 11 septembre 2001, et des effets de l'événement sur lui comme sur ses compatriotes. L'album, publié en 2004, est acclamé aussi bien aux États-Unis que dans le monde francophone. En 2008, il publie un livre pour enfant intitulé Jack and the Box (traduit en français Jacques et la boîte).
Le 30 janvier 2011, Art Spiegelman reçoit le grand prix de la ville d'Angoulême.
En janvier 2012, Spiegelman publie Meta Maus, sorte de making-of de Maus.
Il est décoré de l'ordre des Arts et des Lettres par Frédéric Mitterrand, ministre de la Culture, le 29 janvier 2012, après avoir présidé la 39e édition du Festival d'Angoulême.
En 2014-2015, il collabore avec JR au livre du projet Ghosts of Ellis Island.
En 2017, Spiegelman dessine pour Resist!, magazine graphique d'opposition à Donald Trump créé par Françoise Mouly et sa fille Nadja.
En 2019, Marvel demande à Art Spiegelman d'écrire l'introduction d'une anthologie sur les comics des années 1940 : Marvel: The Golden Age 1939-1949. Néanmoins, la maison d'édition rejette le texte écrit par l'artiste : il y compare le président Donald Trump à un super-vilain, l'appelant « Crâne orange », or l'éditeur annonce qu'il ne veut pas prendre position sur le plan politique. Spiegelman décide de retirer l'ensemble de son texte, qui est publié dans The Guardian sous une nouvelle version intitulée Art Spiegelman: golden age superheroes were shaped by the rise of fascism.
En 2024, Art Spiegelman annonce sa collaboration avec Joe Sacco pour un projet de roman graphique sur Gaza.

## Œuvres publiées

### Bandes dessinées

#### En anglais
- Prisoner on the Hell Planet : (mai 1972, sur le suicide de sa mère).
- Breakdowns: From Maus to Now, an Anthology of Strips, 1977, Nostalgia Press  (ISBN 0878970525) / Belier Press  (ISBN 0914646141)

changement d'éditeur.
- Maus.
- The Wild Party.
- Open Me, I'm A Dog (children's book).
- In the Shadow of No Towers.
- Breakdowns: Portrait of the Artist as a Young %@&*!, 2008, Pantheon,  (ISBN 978-0 375423956).
- Be a Nose.

#### En français
- Maus, un survivant raconte, Flammarion, Paris :

1. Mon père saigne l'histoire, 1986  (ISBN 2080660292).
2. Et c'est là que mes ennuis ont commencé, 1991  (ISBN 2080666185).

- Maus, édition intégrale en un volume, 1996  (ISBN 2080675346).
- Little lit, Éditions du Seuil, Paris :

1. « Prince Coq, une parabole hassidique », dans Conte de fées, contes défaits, 2002  (ISBN 2020510014),
2. « Les multiples moi de Selby Sheldrake », dans Drôles d'histoires pour drôles d'enfants, 2005  (ISBN 2020601672).

- À l'ombre des tours mortes, Casterman, 2004  (ISBN 2203370068).
- Breakdowns, Casterman, 2008. Recueil de bandes dessinées des années 1970-1980, commentées par l'auteur  (ISBN 9782203370074)[6].
- La Nuit d'enfer de Joseph Moncure March, Flammarion, 2008.
- Be a Nose !, les Carnets Secrets de Art Spiegelman, coffret, Casterman, 2009  (ISBN 978-2203023925).
- MetaMaus, un nouveau regard sur Maus, un classique des temps modernes, Flammarion, 2012. Genèse et explications sur Maus (contient un DVD).

### Illustrations

#### Revues
- Dans The New Yorker de 1993 à 2002.

#### Littérature
- La Nuit d'enfer (texte de Joseph Moncure March), Flammarion, Paris, 1996  (ISBN 2080671006).
- Ouvre... je suis un chien !, Gallimard Jeunesse, Paris, 1999  (ISBN 2070507483).

#### Recueils
- Bons baisers de New York (préf. Paul Auster), Flammarion, Paris, 2003  (ISBN 2080685619).

## Prix et récompenses
- 1982 : Prix Yellow-Kid du meilleur auteur étranger, pour l'ensemble de son œuvre
- 1987 : Prix Inkpot
- 1988 :
  - Alph-Art du meilleur album étranger pour Maus t. 1 : Mon père saigne l'histoire[16]
  - Prix Adamson du meilleur auteur de bande dessinée international pour l'ensemble de son œuvre
  - Prix Urhunden du meilleur album étranger pour Maus t. 1
- 1989 : Prix Harvey spécial pour l'excellence dans la présentation pour son travail sur Hardboiled Defective Stories de Charles Burns (avec Françoise Mouly)
- 1991 : Prix Harvey de la meilleure anthologie pour Raw (avec Françoise Mouly)
- 1992 :
  - Prix Pulitzer spécial pour Maus
  - Prix Eisner du meilleur recueil pour Maus t. 2 : Et c'est là que mes ennuis ont commencé
  - Prix Harvey du meilleur album reprenant du matériel auparavant publié pour Maus
- 1993 :
  - Alph-Art du meilleur album étranger pour Maus t. 2 : Et c'est là que mes ennuis ont commencé[16]
  - Prix Sproing du meilleur album étranger pour Maus
  - Prix Urhunden du meilleur album étranger pour Maus, t. 2
- 1998 : Prix spécial du jury des prix Max et Moritz pour Maus
- 1999 : Temple de la renommée Will Eisner
- 2002 : Prix Harvey de la meilleure œuvre biographique, historique ou journalistique pour Jack Cole and Plastic Man (avec Chip Kidd)
- 2005 : Chevalier de l'ordre des Arts et des Lettres
- 2011 : Grand prix de la ville d'Angoulême
- 2012 : Prix Eisner du meilleur livre consacré à la bande dessinée pour MetaMaus

## Hommages
- La promotion 2023-2024 des élèves conservateurs territoriaux des bibliothèques de l'Institut national des études territoriales a choisi le nom d'Art Spiegelman, alors que Maus a été censuré dans une bibliothèque scolaire américaine[17].